# Control-Message
Eine Control-Message ist eine besondere Form des Postings im Usenet. Steuernachrichten unterscheiden sich von gewöhnlichen Nachrichten durch eine Zeile im Header (wo auch Absender, Betreff, Newsgroups, Datum usw. stehen) mit dem Schlüsselwort Control:. Der Rest dieser Zeile besteht aus dem Steuerbefehl gefolgt von Parametern.
Es gibt zwei historische Alternativen zur Kopfzeile Control. Sie werden von zeitgenössischer Software nicht unterstützt, und sind nach RFC 5537 verboten. Die traditionelle Form der Betreffzeile wird allerdings häufig zusätzlich zu Control verwendet: die Betreffzeile besteht aus dem Wort „cmsg“ gefolgt vom Steuerbefehl und den Parametern.

## Typen von Steuernachrichten

### cancel
Eine Cancel-Message ist eine durch Software automatisch auswertbare Bitte, einen bestimmten Artikel lokal bei sich zu löschen. Dies wird Canceln genannt. Die Nachricht hat einen Parameter, die Message-ID des zu löschenden Postings.
Beispiel
```
Control: cancel 
<
899qh19zehlhsdfa@foo.bar.com
>

Subject: cmsg cancel 
<
899qh19zehlhsdfa@foo.bar.com
>
```

### newgroup
Ein newgroup-Control dient zum Anlegen einer neuen Gruppe. Der erste Parameter ist der Name der neuen Gruppe. Der zweite Parameter ist die optionale Angabe des Schlüsselworts moderated. Damit werden moderierte Gruppen angelegt. Der Text des Postings enthält üblicherweise Kurzbeschreibung (tagline), Charta und eine Begründung für die Einrichtung der Gruppe.
Wenn die Gruppe bereits existiert, wird durch den newgroup-Control nur der Status der Gruppe (d. h. moderiert oder unmoderiert) geändert.
In etablierten Hierarchien werden newgroup-Nachrichten mit korrekter digitaler Signatur automatisch ausgeführt. In manchen Hierarchien (alt.*, free.*, de.alt.*) dienen unsignierte newgroup-Nachrichten nur als formeller Vorschlag. Einwände gegen den Vorschlag werden dann durch eine rmgroup-Nachricht ausgedrückt.
Auf jeden Fall werden newgroup-Nachrichten vom Internet Systems Consortium archiviert.
Beispiel
```
Control: newgroup de.soc.usenet
Subject: cmsg newgroup de.soc.usenet
```

### rmgroup
Ein rmgroup-Control (rm ist eine Abkürzung für „remove“) dient zum
Löschen einer Gruppe.
Beispiel
```
Control: rmgroup de.comp.sys.next
Subject: cmsg rmgroup de.comp.sys.next
```

### checkgroups
Ein checkgroups-Control enthält eine Liste aller Gruppen einer Hierarchie.
Beispiel
```
Control: checkgroups
Subject: cmsg checkgroups
```

Beispiel nach RFC 5537
```
Control: checkgroups de!de.alt #2009021301
```

### Veraltete Nachrichtentypen
| Name       | Definition (RFC) | Beschreibung                                                                              |
| ---------- | ---------------- | ----------------------------------------------------------------------------------------- |
| Ihave      | 850, 1036, 5537  | Ankunft einer bestimmten Nachricht melden                                                 |
| Sendme     | 850, 1036, 5537  | Übertragung einer bestimmten Nachricht anfordern                                          |
| Sendsys    | 850, 1036, 5537  | E-Mail anfordern, die eine Aufstellung der zu Nachbar-Servern geschickten Gruppen enthält |
| Senduuname | 850, 5537        | E-Mail anfordern, die eine Aufstellung aller UUCP-Nachbarn enthält                        |
| Version    | 850, 1036, 5537  | E-Mail anfordern, die Name und Versionsnummer der Usenet-Software enthält                 |
| Whogets    | 5537             | Ohne Beschreibung als veraltet erklärt                                                    |

Das ihave/sendme-Protokoll wurde durch NNTP obsolet.
Steuernachrichten mit großen E-Mails zu beantworten kann für einen Denial-of-Service-Angriff ausgenutzt werden. Daher wurde sendsys schon lange, bevor es durch RFC 5537 für veraltet erklärt wurde nicht mehr unterstützt.

## Sicherheitsaspekte

### Kopfzeile „Approved:“
Steuernachrichten des Typs newgroup und rmgroup werden ignoriert, wenn sie nicht mit der Kopfzeile Approved: versehen sind. Traditionell sind Newsserver so konfiguriert, dass nur ausgewählte Benutzer Nachrichten mit diesen Zeilen senden dürfen. Solange es weltweit nur eine Handvoll Server gab, stellte diese Maßnahme ausreichenden Schutz gegen Missbrauch dar.

### Digitale Signatur
Das Format für „Arpa Internet Text Messages“ ist die gemeinsame Grundlage für Usenet und E-Mail. Es sieht keine Möglichkeit der Authentifizierung vor. In Folge wurden verschiedene Erweiterungen des Formats um eine Digitale Signatur entwickelt.
| Signatur-Format | Gegenstand der Signatur     | Einsatzgebiet                  |
| --------------- | --------------------------- | ------------------------------ |
| PGP/INLINE      | beliebiger Text             | NoCeM                          |
| PGP/MIME        | MIME Bodyparts              | E-Mail                         |
| S/MIME          | MIME Bodyparts              | E-Mail                         |
| pgpcontrol      | Body und ausgewählte Header | newgroup, rmgroup, checkgroups |

Da sich bei einer Control-Message die wesentlichen Informationen im Header
befinden, ist ein spezielles Format notwendig. pgpcontrol wurde ursprünglich
für PGP entwickelt, funktioniert aber auch mit OpenPGP.

### Hierarchieschlüssel
Änderungen des Gruppenbestands werden in den großen Hierarchien (Big Eight und Regionalhierarchien) mit signierten Steuernachrichten durchgeführt. Jede Hierarchie verfügt über einen eigenen Schlüssel, der von den Hierarchiegründern bzw. deren Nachfolgern verwaltet wird. Die meisten Newsserver sind so konfiguriert, dass mit dem richtigen Schlüssel signierte Steuernachrichten automatisch ausgeführt werden. Alle anderen Steuernachrichten werden ignoriert.
Theoretisch ist dieses Verfahren auch für Cancel-Messages
geeignet. Dazu müsste aber nicht nur für jeden Usenet-Benutzer ein
Schlüsselpaar existieren, sondern auch der jeweilige öffentliche Schlüssel
jedem Newsserver bekannt sein. Cancel-Lock
ist wesentlich einfacher.

## Archivierung
Steuernachrichten erscheinen üblicherweise nicht lesbar in der betreffenden Newsgroup. Viele Newsserver sortieren sie stattdessen in Pseudo-Gruppen wie control ein.
Google Groups bietet keine Möglichkeit, Steuernachrichten zu lesen oder zu schreiben und führt nicht einmal Cancel Messages aus.
Das Internet Systems Consortium archiviert newgroup und rmgroup gemeinsam in einer Datei pro Gruppe und checkgroups in einer Datei pro Jahr.